# 追風箏的孩子
《追風箏的孩子》（英語：The Kite Runner）是美籍阿富汗裔作家卡勒德·胡赛尼的第一部小说，也是第一部由阿富汗裔作家创作的英文小说。小说于2003年由河源出版社在美国出版，以第一人称讲述了来自阿富汗首都喀布尔富人区的普什图少年阿米尔（Amir）和他的童年好友，父亲的哈扎拉仆人哈桑之间的故事。故事的背景设定涵盖了一系列复杂的历史事件，其中包括阿富汗君主制被推翻，苏联军事入侵，阿富汗难民逃往巴基斯坦和美国，以及塔利班政权的崛起等重要事件。
作者胡赛尼认为这部小说是一个父子之间的故事，强调了小说的“家庭”层面，而这一主题也在他的后续作品中得以延续。小说前半部分的关键情节中，阿米尔未能保护哈桑免受暴力伤害，就此引出了整部小说所突出的“罪恶感”和“救赎”的主题；小说的后半部分则围绕阿米尔在二十年后的赎罪历程展开。
《追风筝的人》出版之后即成为畅销书，在各个读书俱乐部也广泛流传，在美国销量超过700万册，连续两年位列《纽约时报》畅销书榜首。小说获得普遍好评，但也有部分情节在阿富汗引起重大争议。此外，小说还被改编成诸多衍生作品，其中包括一部2007年的同名电影、多部舞台剧和一部漫画小说。

## 创作和出版

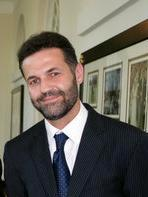
小说作者卡勒德·胡赛尼，照片摄于2007年

《追风筝的人》是卡勒德·胡赛尼出版的第一部小说，在此之前他一直在加利福尼亚州当医生。1999年，胡赛尼从新闻报道中得知塔利班在阿富汗下令禁止民众放风筝。他认为这项禁令“极为残酷”，称自己年幼生活在阿富汗时就是放着风筝长大的，这条新闻在自己心中也因此产生了巨大的冲击。在看到新闻之后，胡赛尼写下了一篇25页长的短篇小说，讲述了两个男孩在喀布尔放风筝的故事，投稿给《时尚先生》和《纽约客》，但两本杂志都没有接受。2001年3月，他在朋友的建议下从车库里又找出了这份手稿，并扩展成了长篇小说，最后又在编辑辛迪·施皮格尔（Cindy Spiegel）的帮助下“重写了手稿的第三部分”。胡赛尼自己表示，最后写出的小说与他最早的创作相比，整个故事讲述得“更加黑暗”。
《追风筝的人》和胡赛尼之后一部小说《灿烂千阳》相似，角色跨越了几代人，着重关注父母与子女之间的情感关系。胡赛尼称自己在创作之前并未打算刻意强调这种情感，然而在创作的过程中却对“家庭”这一主题产生了兴趣。他还透露自己在创作这部小说时并没有预先构思出提纲，而是一边写一边画出故事情节来进行具体构思。
胡赛尼本人和小说的主人公阿米尔一样，都是出生在阿富汗首都喀布尔，少年时代便离开了这个国家。胡赛尼直到2003年小说出版之后才首次回到已经离开27年的祖国。他在苏联入侵时离开了阿富汗，而他的很多童年好友在阿富汗生活艰难，还有一些表亲离开人世，其中一位在童年时代和他一起放风筝的表兄弟就是在逃离阿富汗时死在了油罐车中（这一情节在《追风筝的人》中也有描写），而这位表兄弟的父亲也被人枪杀；因此胡赛尼总是怀有幸存者所特有的一种内疚心态，这种情感在小说中也有体现。很多人因此认为这部小说有些自传色彩。胡赛尼则表示小说中确实有一部分内容是根据自己的经历创作的，他和故事主人公也有很多相似点，但是一些内容被他刻意地模糊处理了。尽管和主人公的经历有诸多的相似点，胡赛尼仍然坚称小说情节确实是虚构的。之后胡赛尼在创作他的第二部小说《灿烂千阳》时把主人公设定为女性，称“这样应该就能一劳永逸地解决人们关于‘自传’的问题了”。
《追风筝的人》于2003年5月29日由河源出版社在美国出版，初版印刷精装本5万册，一年之后出版了平装本，开始成为畅销书。小说原著为英文，随后被翻译成42种语言，在38个国家出版。胡赛尼在小说出版之后参加了一系列与之相关的慈善活动，他成为联合国难民署的一位亲善特使，还为阿富汗以及苏丹达尔富尔等地的难民筹集善款。2013年，河源出版社推出了小说出版10周年的纪念版本，由胡赛尼本人撰写序言。在《追风筝的人》获得成功之后，胡赛尼继续当了一年半的医生，之后改行作全职作家。他自己解释道，“从医就是给我包办的一场婚姻，写作才是我真爱的情人。”

## 情节概要

### 第一部分

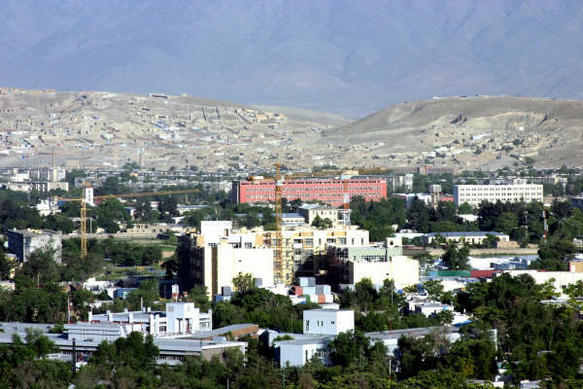
小说第一部分的故事发生地，喀布尔富人区瓦兹尔·阿克巴·汗（Wazir Akbar Khan）

阿米尔（Amir）出生于1963年，是一个居住在喀布尔富人区的普什图富家少年；而他的童年好友，哈扎拉少年哈桑则是父亲的仆人阿里（Ali）的儿子。阿米尔和哈桑自幼一同长大，童年生活宁静愉快，二人经常一起参加喀布尔当地的斗风筝比赛。按当地风俗，斗风筝的人用自己的风筝线将别人的风筝线切断之后，他的助手“追风筝的人”要去追到掉落的风筝，之后就可以拥有它作为战利品。阿米尔擅长在斗风筝时切断别人的风筝线，而哈桑则擅长追风筝，他不用看也总能知道风筝掉落的位置，然后追到战利品。阿米尔的父亲是个法官的儿子，成功的地毯商人，阿米尔在故事中直接亲切地称呼他“爸爸”。爸爸对两个孩子都很喜爱，但总是对阿米尔的懦弱感到不满。阿米尔缺少勇气，两个孩子和人打架时也总是哈桑替阿米尔出头。阿米尔在成长过程中展现出了写作的才华，但爸爸并不看重。而爸爸的挚友拉辛汗（Rahim Khan）则十分理解阿米尔，支持他的写作兴趣。阿米尔也在拉辛汗身上找到了父亲一般的慈爱，二人成为忘年之交。随后到了1973年，穆罕默德·达乌德汗发动政变，推翻君主制，在阿富汗建立了共和国。
阿塞夫（Assef）是当地臭名昭著的恶霸少年，年纪比阿米尔和哈桑稍大，视希特勒为英雄。他嘲弄阿米尔，因他与哈扎拉人作朋友而蔑视他。阿富汗普什图人和哈扎拉人的矛盾由来已久，身为普什图人的阿塞夫就认为哈扎拉人是劣等民族，只配居住在阿富汗中部山区的哈扎拉人聚居地哈扎拉贾特。一次，阿塞夫准备用指節套環攻击阿米尔，但被哈桑阻止。哈桑为了保护阿米尔，用弹弓与阿塞夫对峙，威胁要打瞎阿塞夫的眼睛。阿塞夫只得放弃，但他发誓要找机会报仇。
1975年，当地举行了盛大的斗风筝大赛。阿米尔在比赛中勇夺冠军，终于赢得了爸爸的赞赏。比赛结束时，哈桑跑去追赶最后一个掉落的风筝作为阿米尔的战利品，离开之前对阿米尔说：“为你，千千万万遍。”然而，哈桑找到风筝之后，却在小巷中遇到了阿塞夫。阿塞夫要抢走哈桑手中的风筝，但哈桑不肯交给他。阿塞夫于是重重地打伤了哈桑然后强奸了他。阿米尔见哈桑久久没有回来而出门去找他，恰巧目睹了这一切，但因为害怕而没有挺身而出。阿米尔知道如果自己没有带着战利品风筝回家，爸爸就不会为自己感到如此骄傲，于是没有站出来保护自己的朋友。他的内心充满负罪感，但又知道自己的怯懦会毁掉爸爸对他刚刚产生的好感，因此缄口不言，没有将自己看到的事情告诉任何人。之后，阿米尔由于内疚而无法面对哈桑，于是和他渐渐疏远。
经历了情感上的痛苦纠结之后，阿米尔认为如果能远离哈桑，生活将会轻松许多。他希望爸爸能解雇阿里和哈桑，但被爸爸严词拒绝。随后到了1976年，阿米尔在自己13岁生日之后陷害哈桑，把爸爸送他作生日礼物的手表和一些钱塞到了哈桑的床垫下，谎称是哈桑偷走，希望爸爸因此能赶走他。哈桑尽管已经知道自己是被陷害，但还是向爸爸承认是自己所为。爸爸平时坚信“没有比盗窃更十恶不赦的事情”，却出人意料地原谅了哈桑。然而阿里和哈桑不顾爸爸的挽留，坚持要离开。阿米尔从此不用每天看到哈桑就想起自己的懦弱和背叛，但无法逃离阿里和哈桑在他心中留下的阴影。

### 第二部分
1979年，苏联军事入侵阿富汗。到了1981年，爸爸带着阿米尔为躲避战乱逃往巴基斯坦白沙瓦，把家留给拉辛汗照看。逃亡途中，爸爸为了保护同车的妇女不被苏联士兵强奸，冒着生命危险挺身而出，所幸最终这两人都逃脱了危险。父子二人最后辗转到了美国加利福尼亚州舊金山灣區的费利蒙，在这里定居下来。爸爸在当地的一家加油站找到了工作，阿米尔也在高中毕业之后进入社区大学学习写作，最后成为了一名作家。这对父子每周日都到圣何塞的跳蚤市场摆摊挣外快。阿米尔在摆摊时结识了索拉雅·塔赫里（Soraya Taheri）和她的一家，二人很快相恋。索拉雅一家也是从阿富汗逃出来的难民，她的父亲是一位阿富汗将军。随后爸爸被诊断患有肺癌，病情恶化，已经不久于人世，但是还是在逝世前完成了阿米尔的心愿，和塔赫里将军定下了这门亲事。阿米尔和索拉雅结婚不久，爸爸就病逝了。阿米尔和索拉雅在旧金山定居下来，婚姻幸福美满，但是不幸的是，夫妇二人却患有不孕不育，无论怎么尝试都始终没有怀上自己的孩子。
阿米尔成为了一名成功的小说家。结婚十五年之后的2001年，阿米尔接到了拉辛汗打来的电话。拉辛汗已经重病在身，打电话给阿米尔要他赶到巴基斯坦白沙瓦。令人不解的是，拉辛汗对阿米尔说：“这儿有再次成为好人的路。”阿米尔于是动身出发。

### 第三部分
阿米尔到了白沙瓦找到拉辛汗。拉辛汗告诉他阿里已经误触地雷身亡，而哈桑和妻子则被自己带回到喀布尔的房子。阿米尔还得知哈桑已经有了一个儿子索拉博（Sohrab），拉辛汗后来离开了喀布尔之后，房子就交给哈桑一家三口管理。1996年，塔利班掌权之后推行暴政，迫害哈扎拉人，他们要强占阿米尔家的房子，哈桑和妻子挺身而出试图阻止，但因为自己哈扎拉人的身份而被塔利班当街枪毙。随后，拉辛汗告诉阿米尔自己把他找来的真正目的是希望他能回到喀布尔，救回现在在孤儿院生活的索拉博。阿米尔并不情愿，但拉辛汗向阿米尔吐露了自己隐藏已久的秘密，告诉他阿里其实不育，并非哈桑的生父，而哈桑是阿米尔爸爸的私生子，和阿米尔其实是同父异母的兄弟。
阿米尔被这一秘密震惊，之后出发前往喀布尔。在一个阿富汗出租车司机法里德（Farid）的帮助下寻找索拉博。法里德是抗击苏联入侵时的阿富汗老兵，起初对阿米尔怀有敌意，但了解了阿米尔前往喀布尔真正的目的之后，便成为了他的朋友。二人了解到塔利班军官经常到孤儿院，给院长一些钱之后带走一个孩子，索拉博就已经被首領带走。院长告诉阿米尔可以在足球赛上找到那名军官，阿米尔和法里德二人于是前往足球场，目睹了那名首領执行了石刑之后和他约好见面的时间。
阿米尔到首領家中与他会面，才发现这个塔利班首領正是阿塞夫。阿塞夫把索拉博囚禁在家中，对他性侵犯，强迫他穿女装为他跳舞。阿塞夫同意阿米尔把索拉博带走，但必须要和自己对打，获胜者才能带走索拉博。阿塞夫让随从人员离开，戴上指节套环之后轻松殴打毫无搏击经验的阿米尔。不料打斗过程中，索拉博用弹弓打瞎了阿塞夫的左眼，恰好实现了哈桑多年前的威胁。
阿米尔带索拉博前往巴基斯坦伊斯兰堡，告诉索拉博自己打算把他带到美国，希望能收养他。然而阿米尔无法证明索拉博是孤儿，无法取得美国签证。阿米尔只得告诉索拉博自己需要暂时打破承诺，让索拉博到孤儿院再住一段时间，等相关文件完成之后就接他去美国。索拉博得知这个消息之后，出于对孤儿院的惧怕而选择割腕自杀，所幸被阿米尔及时救下。阿米尔最终通过人道主义签证成功将索拉博带回美国，然后收养了他。但索拉博却不再与阿米尔或索拉雅等任何人有交流。直到2002年3月，阿米尔带索拉博去公园，回忆起了哈桑，于是他放起了风筝，向索拉博展示哈桑最擅长的斗风筝技艺，切断了别人的风筝线。故事最后，索拉博对阿米尔浅浅地微笑了一下，阿米尔却心花怒放，为索拉博去追赶掉落的风筝。跑去追赶风筝之前，他对索拉博说：“为你，千千万万遍。”

## 主要角色
阿米尔（Amir），故事的主人公和讲述者。小说作者胡赛尼承认这个角色在小说大部分的故事中“没有为最好的朋友伸出援手”，“懦弱”、“并不讨人喜欢”，这一角色的同情心并非与生俱来，而是最终在小说第三部分的环境中逐渐产生的。阿米尔于1963年出生在一个普什图富商家庭，他的母亲在生他的时候难产去世。他在童年时期就喜欢写故事，爸爸的挚友拉辛汗也因此鼓励他成为一名作家。苏联入侵阿富汗之后，阿米尔在18岁那年和爸爸一同逃往美国，随后在美国定居，追寻自己的作家梦想。后为了实现对自己的救赎，前往阿富汗救自己異母弟的儿子。
哈桑（Hassan），阿米尔童年时期最忠诚亲密的朋友。小说中描述他的脸很像陶瓷娃娃，而且有兔唇。胡赛尼认为这个角色在故事发展中是一个“平面人物”，性格简单缺少变化，是一个“可爱的孩子，读者会支持他、爱上他，而他也并不复杂”。哈桑一直忠诚于阿米尔，最终也为了保护阿米尔的房子而被塔利班杀害。随着情节进展，读者最后会发现哈桑事实上是阿米尔的爸爸和阿里的妻子莎娜芭（Sanaubar）生下的私生子，而哈桑一生都不知道这个秘密。而根据当地的部落法，这意味着哈桑实际上是普什图人的孩子。
阿塞夫（Assef），小说的主要反面角色。他的父亲是阿富汗人，而母亲是德国人。他信仰纳粹主义，鼓吹普什图人比哈扎拉人更优越。他在青少年时代就已经成为邻里的恶霸，阿米尔认为他是“反社会分子”。阿塞夫年轻时就曾经犯下累累恶行，他欺负阿米尔和哈桑，又为报复阿米尔而强奸了哈桑，之后还送给阿米尔一本阿道夫·希特勒的自传作为生日礼物。成年之后，他加入了塔利班，成为首領，又囚禁了哈桑的儿子索拉博，对他实施性虐待。
爸爸（Baba），阿米尔的父亲，富有的商人。他乐于回报社区，帮助别人开创事业，还开办了一所孤儿院。他还是哈桑的生父，但这个秘密在他在世时一直没有让两个孩子知道。他似乎对哈桑也更偏爱一些，对阿米尔则总是不够满意。小说中爸爸的形象和胡赛尼自己的父亲有一些相似之处，二人都有崇高的社会地位，不严格遵守宗教人士笃信的教规教义。小说中，爸爸后来带阿米尔逃亡到了美国，在一家加油站工作。1987年，在阿米尔和索拉雅结婚之后不久，他患肺癌去世。
阿里（Ali），爸爸的哈扎拉仆人，人们都认为他是哈桑的父亲。在他年幼时，父母因交通事故丧生，他也从此被爸爸的父亲收养。阿里之前患过脊髓灰质炎，右腿因此残疾，因而常常被当地的小孩欺负折磨。他最后在哈扎拉贾特误触地雷身亡。
拉辛汗（Rahim Khan），爸爸的忠诚挚友和生意伙伴，也是阿米尔的人生导师。他鼓励年幼的阿米尔追求文学事业。后来，他在重病时劝说已经在美国定居的阿米尔回到巴基斯坦，告诉他哈桑身世的真相，让他救出哈桑的儿子索拉博，最后平静地离开了人世。
索拉雅（Soraya），年轻的阿富汗裔女性，在美国与阿米尔相识，成为他的妻子。胡赛尼在最初的创作中将她塑造为一位美国女性，后来在编辑的建议下把她的身份改成了阿富汗移民，以确保整个故事的可信度，小说的第三部分也因此作出了相应的修改。在小说的最终定稿的情节中，索拉雅是阿富汗将军塔赫里的女儿，和父母一同居住在美国，希望成为一名英文教师。在遇到阿米尔之前，她曾在弗吉尼亚州和自己的阿富汗男友私奔。按照阿富汗传统，她因此成为不清白的女人，也没有人愿意和她结婚。而她向阿米尔坦白这段历史之后，阿米尔自认为自己也有不光彩的历史，没有权利指责她，仍然继续爱着她，最终二人结为夫妻。
索拉博（Sohrab），哈桑的儿子，长相与哈桑小时候十分相似。他在父母遭塔利班枪杀之后被送进了孤儿院生活，但却被阿塞夫带走囚禁，成为他的性奴隶。阿米尔随后把他救出，经历各种波折之后收养了他。到达美国之后，他难以适应全新的生活，自我封闭不与人交流。
莎娜芭（Sanaubar），阿里的妻子，哈桑的母亲。哈桑出生之后不久，她就离开了阿里，和一群艺人四处流浪。哈桑成年之后她又回来找到了自己的儿子。为了弥补自己离开的过错，她成为一位尽责的祖母，悉心抚养哈桑的儿子索拉博长大。
法里德（Farid），阿富汗出租车司机，抗击苏联入侵的老兵。阿米尔回到阿富汗救出索拉博时找到他帮忙，他一开始误以为阿米尔是个黑心商人，回到阿富汗是为了卖掉祖上的房产牟取暴利，于是对他心怀不满。不久之后他了解到阿米尔的真实目的，二人化敌为友，在喀布尔一同救出了索拉博。法里德和兩個妻子生了七个孩子，但其中有两个女儿在一次地雷爆炸中身亡，这次爆炸也让他从此残疾。阿米尔在法里德的哥哥瓦希德家中度过一晚之后，在草席下留下了一些钱以资助他们贫困的生活。

## 主题
|                                                           | 这部小说的主题是友谊、背叛、罪恶感、救赎，以及父子之间不太融洽的爱这些全世界通用的主题，并非阿富汗所特有的，因此小说才能够跨越文化、种族、宗教和性别的差异，与各种不同背景的读者都能产生共鸣。 |
| ——卡勒德·胡赛尼2005年接受采访时谈到《追风筝的人》小说主题 | |

卡勒德·胡赛尼认为小说涵盖了多个不同的主题，而评论家则更关注小说中的“罪恶感”和“救赎”。小说中，儿童时代的阿米尔因为怯懦而没能在哈桑遭遇暴行的时候挽救他，之后便陷入了无止尽的罪恶感中。直到阿米尔离开阿富汗，到美国结婚定居，成为成功的作家之后依然无法忘记当时的场景。哈桑则甘愿为阿米尔牺牲一切，甚至是生命，他就像一个基督圣人一般的形象，在阿米尔内心不断呼唤他去赎清自己的过错。在哈桑被塔利班枪杀之后，阿米尔救出了哈桑的儿子索拉博，以此偿还自己的罪过。为了给读者强调整个忏悔之旅中的“因果报应”，胡赛尼在小说第三部分的情节中采用了很多与前文呼应的笔法，例如阿米尔在与阿塞夫打斗之后，嘴唇受伤裂开，与哈桑的兔唇相互呼应。尽管如此，还有一些评论家认为主人公并没有完全赎清自己的罪过。
小说中，儿童时期的阿米尔背叛朋友的真正动机是源自他和父亲关系中的疏远和不安全感。小说着重描写了父母和子女之间的情感关系，胡赛尼曾对此解释称，小说跨越了几代人，因此父母和孩子之间的关系、复杂的纠葛和矛盾就成为了小说突出的主题。他称《追风筝的人》是“一个父子之间的故事”、“爱的故事”。
在小说被改编成舞台剧的过程中，导演埃里克·罗斯（Eric Rose）认为小说围绕“为了获得父亲的爱而背叛了最好的朋友”这一主题情节展开，然后去寻找生命的救赎，和莎士比亚作品的题材有相似之处。整个故事中，阿米尔渴望得到父亲的爱；他的父亲虽然一直爱着他，但却更喜欢哈桑，甚至愿意为哈桑出钱做整形手术修复他的兔唇。

## 评论反响

### 总体评价

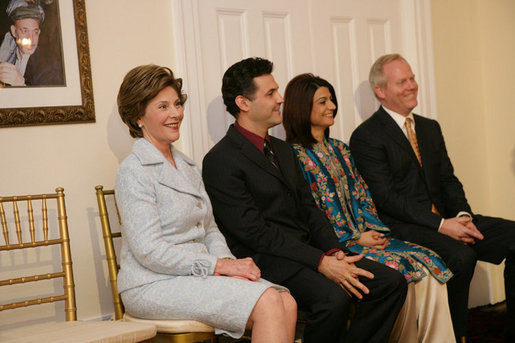
2006年，时任美国第一夫人劳拉·布什（左一）与卡勒德·胡赛尼（左二）等人共同参加阿富汗驻美国大使馆的慈善活动。劳拉·布什曾称赞《追风筝的人》是一部“非常好”的小说。

小说在出版之后的两年内共售出精装本逾7万册，平装本125万册。精装本于2003年出版，当时的销量已经很好，然而到2004年平装本正式出版后，各个读书俱乐部在这时接触到了这本书，小说才真正地大规模流行起来。2004年，小说首次进入畅销书排行榜，2005年3月成为《纽约时报》畅销书冠军，并保持了两年之久。截至2013年，胡赛尼出版自己的第三部小说《群山回唱》时，《追风筝的人》在美国已经售出逾700万册。《追风筝的人》于2004年获得南非英语小说界的重要奖项布克奖（Boeke Prize）。2006年，小说获得英国企鹅出版集团和电信运营商奥兰治公司共同赞助的“企鹅/奥兰治读书社奖”（Penguin/Orange Reading Group Prize），在该奖项全部60部参评图书中排名第一；还在2006年和2007年连续两年被读者票选为英国“读书社年度图书”（Reading Group Book of the Year）。
小说在评论界获得总体好评，同时也存在一些负面评价和争议。美国《出版者周刊》评价小说是一部“惊艳”的处女作。在内容方面，美国《连线》杂志记者托尼·西姆斯（Tony Sims）认为小说“讲述了两个来自社会对立阶层的男孩之间不可能的友谊，以及一对父子之间磕磕绊绊但是恒久不变的感情，展现了一个受尽苦难的国家里的美好和痛苦”。《纽约时报》的爱德华·豪尔（Edward Hower）表示小说的开头描写的阿富汗很“温暖而幽默，也有种族之间的紧张摩擦”，而在描写塔利班暴政统治下的阿富汗时则开始变得“阴暗”，尤其是小说第三部分的画面更是“在脑中挥之不去”；他称赞小说的整个故事“鲜活生动、引人入胜”，“不断提醒我们这些人民为了战胜暴力强权一直斗争了多久——而这一强权至今仍然继续威胁着他们”。英国《卫报》的阿梅莉亚·希尔（Amelia Hill）评价整部小说“惊天动地”，认为整个故事“既让人心碎又鼓舞人心”。美国加利福尼亚州伯克利独立书店科迪书店的市场总监梅丽莎·迈廷格（Melissa Mytinger）也评论称，“这是一个出色的故事”，她认为小说不仅写得很好，出版的时间也恰到好处，她还称赞了小说作者的个人魅力。第19任阿富汗驻美国大使赛义德·塔伊布·贾瓦德（Said Tayeb Jawad）曾公开表示《追风筝的人》使人们对待阿富汗的态度更加友好，也帮助美国公众更好的理解阿富汗社会和文化。前美国第一夫人劳拉·布什也曾称赞《追风筝的人》是一部“非常好”的小说。在小说的写作手法方面，美国新闻网站沙龙网（Salon）编辑埃里卡·米尔维（Erika Milvy）称赞小说的写作手法“很美，令人惊奇而心痛”。
美国在线杂志《石板》的文化评论员和顾问编辑梅根·欧路克（Meghan O'Rouke）则持不同看法，认为小说只是一部平庸之作。她评论称小说的叙述方法像“带有新闻色彩的旅游指南”，和故事中“忏悔的语言”相互冲突；作者一方面希望“表现一幅大场景的画面”，又努力塑造“小场景的救赎情节”，结果都没有达到期望中的效果。她认为作者为了让美国读者更容易理解故事中的情感而刻意淡化表现其中的阿富汗特色，仅仅把它当做一个“某个外国的地方”去描写，反而让读者失去了思考两国差异的空间。《卫报》评论家莎拉·史密斯（Sarah Smith）认为小说开头很好，但到结尾时则不如人意。她对小说的第三部分尤其不满，称胡赛尼在这一部分中过分关注主角的赎罪历程，为了让阿米尔有机会偿还自己的罪过而刻意创造了太多不现实的巧合，其中大部分巧合都很“拙劣”。她还称小说最后的情节突转也并没有激发读者感同身受的痛苦，反而会让读者感到无聊。

### 争议和审查
《追风筝的人》中描写阿富汗和塔利班的内容引发了一些相关的争议。英国皇家海军中尉亚历克斯·唐纳利（Alex Donnelly）等人指出小说歪曲了塔利班及其支持者的形象，将塔利班成员描写成无恶不作的代表，将社会和宗教中的各种邪恶现象集中到塔利班的身上，例如小说中描写阿塞夫有纳粹倾向、恋童癖、虐待狂等等；而事实上通常的塔利班成员或支持者并非如此。这些人认为小说以负面的眼光描写塔利班，会阻碍西方世界对塔利班的了解。阿富汗裔读者则尤其抵触小说中将普什图人塑造为压迫者，哈扎拉人塑造为受压迫者的描写。胡赛尼在一次采访中对此的回应是：“他们（指阿富汗裔读者）从来没说过我写的这些东西是不真实的。他们只是不断强调，‘你为什么要写这些东西让我们难堪？你难道不热爱自己的祖国吗？’”而小说随后改编成的电影也因描写的种族矛盾和阿塞夫强奸哈桑的30秒镜头在阿富汗国内引起了巨大争议和不满。
小说的其他内容也在各地受到了不同程度的争议或内容审查。小说在中国大陆出版时，出版商将原文描述阿富汗历史时评价“共产主义政权”或“共产党”的词句全部加以修改或删剪，而原文中提到“天安门事件”的一句话也被完全删去。译者李继宏也因此在后记中加入一句“原书个别不合国情的地方，译者酌情在措词上加以改动，意思仍一概如旧”，以示隐晦的抗议。但这句“隐晦的抗议”在图书再版中被删去。美国图书馆协会将这部小说列为2008年收到最多投诉质疑的小说之一，读者投诉要求这部小说撤出图书馆的理由包括“冒犯性的语言、对性的露骨直白描写以及不适宜某些年龄段读者阅读”。美国的一些学校以小说“不适宜某些年龄段读者”为由，希望将其撤出高中学生的课程，也有部分家长表示不应强制学生阅读包含这些露骨强奸情节的作品。

## 改编作品

### 电影

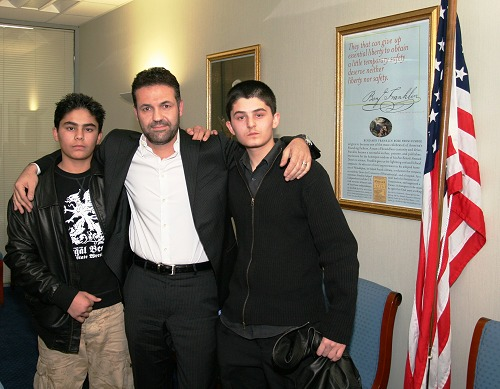
卡勒德·胡赛尼与电影《追风筝的人》演员巴赫拉姆·埃赫萨斯（Bahram Ehsas，左一）、伊尔哈姆·埃赫萨斯（Elham Ehsas，右一）

2007年，小说出版四年后被改编成了同名电影。电影中由哈立德·阿卜杜拉饰演成年阿米尔，胡马云·艾尔沙迪饰演爸爸，泽科里亚·易卜拉欣（Zekeria Ebrahimi）饰演童年阿米尔，艾哈迈德·汗·马穆扎达（Ahmad Khan Mahmoodzada）饰演童年哈桑。影片原计划于2007年11月上映，但因阿富汗国内的争议最终推迟了六周，改至学期结束之后的12月14日以确保参演儿童的人身安全。影片由马克·福斯特导演，大卫·贝尼奥夫改编剧本。电影上映之后获得多项奖项的提名，其中包括2008年奥斯卡金像奖、英国电影学院奖、金球奖、评论家选择奖等。
影片获得的评价多为好评，其中《娱乐周刊》称赞影片是一部“不错的改编作品”。然而，影片中对种族矛盾的刻画和带有争议性的强奸镜头在阿富汗引起了民众的愤怒，出演了强奸镜头的阿富汗儿童演员甚至收到死亡威胁。饰演童年阿米尔的12岁男孩泽科里亚·易卜拉欣就因自己哈扎拉同学威胁要杀死他而被迫离开学校。制片方派拉蒙电影为此推迟了上映日期，在上映之前保护三位儿童演员和他们的监护人的安全，并资助他们移民到阿拉伯联合酋长国的一个匿名村镇居住。阿富汗独立人权委员会（Afghan Independent Human Rights Commission）的儿童权益相关负责人汉伽玛·安瓦里（Hangama Anwari）认为影片“不应该玩弄人民的生活和安全。哈扎拉人会把这当成是一种侮辱。”阿富汗文化部也禁止这部电影在其国内上映或发行DVD，原因是影片中带有种族色彩的强奸镜头可能在阿富汗国内引起种族冲突。
胡赛尼没有预料到影片中的强奸镜头会引起如此争议，他表示制片方如果事先知道这些演员会受到生命威胁的话，从一开始便不会选择由阿富汗演员参演。派拉蒙电影也坦承选择阿富汗本地演员参演是一个无意间犯下的“错误”。然而，胡赛尼同时认为如果要“忠实于原著”，片中的强奸镜头则是不可或缺的关键情节，正是这一次恶行才引出了故事中阿米尔的罪恶感，如果加以删剪或改编成肢体上的殴打则无法产生相同的故事效果，整个情节也将四分五裂。

### 其他作品
小说于2007年3月被首次改编成舞台剧。改编剧本由旧金山湾区的剧作家马修·斯潘勒（Matthew Spangler）完成，在他任教的聖荷西州立大學完成首演。2009年4月，聖荷西话剧团（San Jose Repertory Theatre）首次公演了这部舞台剧，由亚利桑那剧团（Arizona Theater Company）艺术指导大卫·伊拉·戈德斯坦（David Ira Goldstein）导演。此后，亚利桑那剧团（2009）、路易维尔演员剧院（Actor's Theatre of Louisville，2010）、克里夫蘭剧场（Cleveland Play House，2010）以及马萨诸塞州沃特敦新话剧团（The New Repertory Theatre，2012）等剧团都演出过这部舞台剧。2013年1月，该剧在加拿大首演，由卡尔加里剧院（Theatre Calgary）和埃德蒙顿城堡剧院（Citadel Theatre）联合制作演出。2013年4月，英国诺丁汉剧场（Nottingham Playhouse）完成了这部舞台剧在欧洲的首次演出。
2011年，小说的意大利出版商皮埃美（Piemme）联系了胡赛尼，希望能将小说原著改编成漫画小说。胡赛尼自称“从小就喜欢漫画书”，认为这部小说很适合以漫画的形式讲述，于是欣然接受这一想法。漫画由意大利漫画家法比奥·塞罗尼（Fabio Celoni）和米尔卡·安多尔福（Mirka Andolfo）绘制，于2011年9月出版。胡赛尼本人对这部漫画小说很满意，称赞这部作品“不仅给群山、集市、喀布尔城和风筝点缀的天空赋予了鲜活的生命，也让故事中的挣扎、冲突，以及阿米尔旅程中的高潮和低谷生动起来”。